# Spolno prenosive bolesti
Spolno prenosive bolesti su zarazne bolesti, koje se prenose izravnim spolnim kontaktom sa zaražene na zdravu osobu. Obuhvaćaju pedesetak bolesti i sindroma, uzrokuju ih mikroorganizmi, bakterije i virusi, a prenose se uglavnom razmjenom tjelesnih tekućina (sjemenom,  vaginalnom tekućinom i krvlju). Neke od spolnih bolesti prenose se i poljupcem poput herpesa, humanog papiloma virusa (HPV), a pravilno korištenje kondoma tijekom vaginalnog ili analnog odnosa smanjuje opasnost od tih bolesti. Također i kod oralnog

## Vrste spolno prenosivih bolesti, znakovi, uzročnici, prevencija i liječenje
| naziv bolesti                 | znakovi bolesti m- muškarac, ž-žena | uzročnik                              | prevencija i liječenje obaju partnera                                |
| ----------------------------- | --- | ------------------------------------- | -------------------------------------------------------------------- |
| Kandidijaza                   | m- upala mokračno-spolne cijevi i glavića penisa ž- upala rodnice i stidnice, bijeli iscjedak i bolno mokrenje | gljivica kandida                      | lijekovi protiv gljivica                                             |
| Klamidijaza                   | m- upala spolnih puteva ž- upala rodnice, pojava pjenušavog žućkasta iscjetka | bakterija klamidija                   | antibiotici                                                          |
| Trihomonijaza                 | m- pečenje i bolno mokrenje, pojava iscjetka iz spolnog uda ž- nema posebnih znakova bolesti -izostanak liječenja uzrokuje neplodnost i spontane pobačaje u trudnoći.                                                     | bičaš trihomonas                      | antibiotici                                                          |
| Gonoreja (kapavac ili triper) | m- pečenje i bolno mokrenje, uz gnojni iscjedak iz spolnog uda ž-u početku nema posebnih znakova bolesti, upala se iz rodnice lako proširi na maternicu i jajovode -izostanak liječenja kod oba spola uzrokuje neplodnost | bakterija gonoreje                    | antibiotici                                                          |
| Sifilis (lues)                | m, ž - oteklina s ranicom koja brzo zacijeli na mjestu gdje je ušao uzročnik bolesti -bakterija koja ostaje u tijelu oštećuje vitalne organe i može uzrokovati smrt ako izostane liječenje                                | bakterija sifilisa                    | antibiotici (penicilin                                               |
| Humani papiloma virus (HPV)   | m, ž - ovisno o tipu virusa moguća je pojava bradavica u području spolnih organa ž - mogućnost razvoja raka maternice | HPV virus                             | redoviti ginekološki pregled žena uz PAPA test, cijepljenje djevojki |
| Herpes spolnih organa         | m, ž- pojava sitnih mjehurića i ranica na vanjskim spolnim organima koje svrbe i peku, ranice nestaju i opet se pojavljuju                                                                                                | virus herpesa spolnih organa          | antivirusne masti                                                    |
| AIDS * (SIDA, konopica)       | m, ž - groznica, glavobolja, umor, povećani limfni čvorovi, gubitak energije i tjelesne mase, česte infekcije gljivicama, kožne promjene                                                                                  | virus humane imunodeficijencije (HIV) | uporaba antivirusnih lijekova                                        |
| Hepatitis B *                 | m, ž- osjećaj umora i gubitka apetita, žutica, mokraća je tamnosmeđa, a stolica svijetla, bol na desnoj strani ispod rebara zbog upalne bolesti jetre                                                                     | virus hepatitisa B                    | cijepljenje u ranoj mladosti                                         |

*AIDS i hepatitis B nisu spolne bolesti, no virusi koji ih uzrokuju mogu se prenijeti spolnim odnosom ili u doticaju sa zaraženom krvi (nesterilizirani pribor za piercing, igle narkomana, preko posteljice s majke na plod). 

## Vanjske poveznice
|  | Molimo pročitajte upozorenje o korištenju medicinskih informacija. Ne provodite liječenje bez savjetovanja s liječnikom! |